# Mistrzostwa Polski Seniorów w Lekkoatletyce 2013
89. Mistrzostwa Polski Seniorów w Lekkoatletyce – zawody lekkoatletyczne, które odbywały się od 19 do 21 lipca 2013 roku w Toruniu.
Toruń po raz pierwszy w historii organizował zawody tej rangi. Organizatora mistrzostw wybrano na posiedzeniu Prezydium Zarządu Polskiego Związku Lekkiej Atletyki 18 września 2012 w Warszawie. Kandydatami do organizacji zawodów – oprócz Torunia – były Bydgoszcz i Słupsk.

## Rezultaty

### Mężczyźni
| Konkurencja                   | 1. miejsce                                                                             | Rezultat   | 2. miejsce                                                                            | Rezultat   | 3. miejsce                                                                                        | Rezultat   |
| Bieg na 100 m                 | Karol Zalewski KS AZS UWM Olsztyn                                                      | 10,31      | Kamil Kryński KS Podlasie Białystok                                                   | 10,38      | Grzegorz Zimniewicz UKS Achilles Leszno                                                           | 10,43      |
| Bieg na 200 m                 | Karol Zalewski KS AZS UWM Olsztyn                                                      | 20,49      | Kamil Kryński KS Podlasie Białystok                                                   | 20,83 =SB  | Tomasz Kluczyński SL WKS Zawisza Bydgoszcz                                                        | 21,04 =PB  |
| Bieg na 400 m                 | Marcin Marciniszyn WKS Śląsk Wrocław                                                   | 45,98 SB   | Kacper Kozłowski KS AZS UWM Olsztyn                                                   | 46,01 SB   | Łukasz Krawczuk WKS Śląsk Wrocław                                                                 | 46,13 PB   |
| Bieg na 800 m                 | Artur Kuciapski RKS Łódź                                                               | 1:49,98    | Kamil Gurdak MKS Stal Nowa Dęba                                                       | 1:50,06    | Sebastian Smoliński MKS Start Lublin                                                              | 1:50,24    |
| Bieg na 1500 m                | Krzysztof Żebrowski UOLKA Ostrów Mazowiecka                                            | 3:38,94    | Marcin Lewandowski SL WKS Zawisza Bydgoszcz                                           | 3:38,98 PB | Tomasz Osmulski RKS Łódź                                                                          | 3:39,80 PB |
| Bieg na 5000 m                | Artur Kozłowski MULSK MOS Sieradz                                                      | 14:30,77   | Krystian Zalewski UKS Barnim Goleniów                                                 | 14:31,15   | Radosław Kłeczek KB Sporting Międzyzdroje                                                         | 14:31,33   |
| Bieg na 3000 m z przeszkodami | Mateusz Demczyszak WKS Śląsk Wrocław                                                   | 8:26,30 PB | Krystian Zalewski UKS Barnim Goleniów                                                 | 8:26,60    | Tomasz Szymkowiak LUKS Orkan Września                                                             | 8:28,00    |
| Bieg na 110 m przez płotki    | Artur Noga KS AZS AWF Kraków                                                           | 13,29 SB   | Dominik Bochenek SL WKS Zawisza Bydgoszcz                                             | 13,72 =SB  | Maciej Wojtkowski AZS-AWF Warszawa                                                                | 13,96 PB   |
| Bieg na 400 m przez płotki    | Damian Krupa SL Olimpia Poznań                                                         | 51,40      | Rafał Ostrowski KU AZS PWSZ w Tarnowie                                                | 51,82 SB   | Jakub Smoliński RLTL ZTE Radom                                                                    | 51,86 PB   |
| Sztafeta 4 × 100 m            | KS Podlasie Białystok Grzegorz Kossakowski Kamil Bijowski Damian Czykier Kamil Kryński | 40,16 SB   | KS AZS AWF Biała Podlaska Tomasz Majak Damian Karolak Paweł Stempel Karol Musiej      | 40,99 SB   | MKL Szczecin Amadeusz Koprowski Wiktor Walczak Andrzej Zieliński Łukasz Gauza                     | 41,01      |
| Sztafeta 4 × 400 m            | WKS Śląsk Wrocław Łukasz Krawczuk Bartosz Nowicki Jakub Krzewina Marcin Marciniszyn    | 3:10,36    | KS AZS AWF Wrocław Adrian Skrzypacz Wojciech Salmonowicz Kamil Podsiadło Rafał Omelko | 3:10,90    | KS Podlasie Białystok Grzegorz Kossakowski Bartłomiej Chojnowski Damian Czykier Łukasz Wilamowski | 3:11,05    |
| Chód na 20 km                 | Artur Brzozowski AZS-AWF Katowice                                                      | 1:22:16 PB | Łukasz Nowak OŚ AZS Poznań                                                            | 1:22:42    | Dawid Tomala AZS-AWF Katowice                                                                     | 1:23:18    |
| Skok w dal                    | Adrian Strzałkowski MKS Aleksandrów Łódzki                                             | 7,76       | Marcin Starzak KS AZS AWF Biała Podlaska                                              | 7,76 SB    | Krzysztof Lewandowski WKS Wawel Kraków                                                            | 7,67       |
| Trójskok                      | Michał Lewandowski SKLA Sopot                                                          | 16,54      | Karol Hoffmann MKS Aleksandrów Łódzki                                                 | 16,48      | Adrian Świderski WKS Śląsk Wrocław                                                                | 16,17 SB   |
| Skok wzwyż                    | Szymon Kiecana KS Agros Zamość                                                         | 2,25       | Piotr Śleboda GKS Olimpia Grudziądz                                                   | 2,22       | Piotr Milewski KS Podlasie Białystok                                                              | 2,22 PB    |
| Skok o tyczce                 | Łukasz Michalski SL WKS Zawisza Bydgoszcz                                              | 5,60 SB    | Przemysław Czerwiński OSOT Szczecin                                                   | 5,55 =SB   | Robert Sobera KS AZS AWF Wrocław                                                                  | 5,30       |
| Pchnięcie kulą                | Tomasz Majewski AZS-AWF Warszawa                                                       | 20,69      | Rafał Kownatke LKS Ziemie Puckiej Puck                                                | 19,83      | Jakub Szyszkowski WKS Śląsk Wrocław                                                               | 19,82      |
| Rzut dyskiem                  | Piotr Małachowski WKS Śląsk Wrocław                                                    | 66,87      | Robert Urbanek MKS Aleksandrów Łódzki                                                 | 65,30 SB   | Konrad Szuster SL WKS Zawisza Bydgoszcz                                                           | 61,21      |
| Rzut młotem                   | Szymon Ziółkowski OŚ AZS Poznań                                                        | 77,74      | Wojciech Nowicki KS Podlesie Białystok                                                | 75,64      | Paweł Fajdek KS Agros Zamość                                                                      | 75,22      |
| Rzut oszczepem                | Hubert Chmielak AZS-AWFiS Gdańsk                                                       | 80,28 PB   | Łukasz Grzeszczuk RKS Skra Warszawa                                                   | 77,95      | Igor Janik AZS-AWFiS Gdańsk                                                                       | 75,85      |
| Dziesięciobój                 | Marcin Przybył AZS-AWF Warszawa                                                        | 7241 pkt.  | Mateusz Chmieliński AZS-AWF Warszawa                                                  | 7119 pkt.  | Szymon Czapiewski SL WKS Zawisza Bydgoszcz                                                        | 7102 pkt.  |

### Kobiety
| Konkurencja                   | 1. miejsce                                                                              | Rezultat   | 2. miejsce                                                                                    | Rezultat  | 3. miejsce                                                                                               | Rezultat    |
| Bieg na 100 m                 | Marika Popowicz SL WKS Zawisza Bydgoszcz                                                | 11,29 =PB  | Weronika Wedler KS AZS AWF Wrocław                                                            | 11,48 SB  | Marta Jeschke SKLA Sopot                                                                                 | 11,52       |
| Bieg na 200 m                 | Marika Popowicz SL WKS Zawisza Bydgoszcz                                                | 23,24 SB   | Weronika Wedler KS AZS AWF Wrocław                                                            | 23,46     | Ewelina Ptak WKS Śląsk Wrocław                                                                           | 23,84       |
| Bieg na 400 m                 | Justyna Święty AZS-AWF Katowice                                                         | 53,06      | Małgorzata Hołub KL Bałtyk Koszalin                                                           | 53,34     | Iga Baumgart BKS Bydgoszcz                                                                               | 53,67 SB    |
| Bieg na 800 m                 | Angelika Cichocka ULKS Talex Borzytuchom                                                | 2:03,26    | Anna Rostkowska LŁKS Prefbet Śniadowo Łomża                                                   | 2:03,34   | Joanna Jóźwik AZS-AWF Warszawa                                                                           | 2:03,76     |
| Bieg na 1500 m                | Renata Pliś MKL Maraton Świnoujście                                                     | 4:09,30    | Danuta Urbanik KKS Victoria Stalowa Wola                                                      | 4:10,01   | Katarzyna Broniatowska KS AZS AWF Kraków                                                                 | 4:10,46     |
| Bieg na 5000 m                | Karolina Jarzyńska MKL Toruń                                                            | 15:47,31   | Agnieszka Mierzejewska MKS-MOS Płomień Sosnowiec                                              | 16:02,75  | Iwona Lewandowska LKS Vectra Włocławek                                                                   | 16:03,91    |
| Bieg na 3000 m z przeszkodami | Katarzyna Kowalska LKS Vectra Włocławek                                                 | 10:00,34   | Matylda Szlęzak KS AZS AWF Kraków                                                             | 10:06,75  | Urszula Nęcka MKS-MOS Płomień Sosnowiec                                                                  | 10:12,95 SB |
| Bieg na 100 m przez płotki    | Karolina Kołeczek UKS Trójka Sandomierz                                                 | 13,21 PB   | Urszula Bhebhe AZS-AWF Warszawa                                                               | 13,30 PB  | Anna Kiełbasińska AZS-AWF Warszawa                                                                       | 13,51 PB    |
| Bieg na 400 m przez płotki    | Joanna Linkiewicz KS AZS AWF Wrocław                                                    | 56,86 PB   | Joanna Banach UKS Młodzik Warszawa                                                            | 57,38     | Emilia Ankiewicz AZS-AWF Warszawa                                                                        | 58,03       |
| Sztafeta 4 × 100 m            | UKS 19 Bojary Białystok Ayla Kisiel Magda Malinowska Klaudia Konopko Katarzyna Sokólska | 45,51 SB   | KS AZS AWF Wrocław Katarzyna Romaszko Weronika Wedler Małgorzata Linkiewicz Joanna Linkiewicz | 45,92 SB  | KS AZS-AWFiS Gdańsk Katarzyna Ratajczyk Paulina Klawiter Katarzyna Wesołowska Zuzanna Leszczyńska        | 46,15       |
| Sztafeta 4 × 400 m            | KS AZS-AWF Warszawa Jolanta Kajtoch Joanna Jóźwik Emilia Ankiewicz Anna Kiełbasińska    | 3:38,72 SB | KS AZS-AWF Katowice Monika Mochnia Jolanta Handzlik Monika Szczęsna Justyna Święty            | 3:39,16   | KS AZS-AWFiS Gdańsk Zuzanna Leszczyńska Katarzyna Wesołowska Agnieszka Karpiesiuk Agnieszka Karczmarczyk | 3:40,01     |
| Chód na 20 km                 | Agnieszka Dygacz AZS-AWF Katowice                                                       | 1:30:58 SB | Katarzyna Kwoka RLTL ZTE Radom                                                                | 1:33:03   | Paulina Buziak OTG Sokół Mielec                                                                          | 1:33:39     |
| Skok w dal                    | Teresa Dobija AZS Łódź                                                                  | 6,58 SB    | Anna Jagaciak MKS Juvenia Puszczykowo                                                         | 6,50      | Karolina Błażej KS AZS AWF Kraków                                                                        | 6,21        |
| Trójskok                      | Anna Jagaciak MKS Juvenia Puszczykowo                                                   | 14,20      | Anna Zych KS AZS-AWF Biała Podlaska                                                           | 13,65w    | Martyna Bielawska AZS Łódź                                                                               | 13,25 SB    |
| Skok wzwyż                    | Justyna Kasprzycka KS AZS AWF Wrocław                                                   | 1,92       | Urszula Gardzielewska KS AZS AWF Wrocław                                                      | 1,89 =PB  | Kamila Stepaniuk KS Podlasie Białystok                                                                   | 1,89        |
| Skok o tyczce                 | Anna Rogowska SKLA Sopot                                                                | 4,55       | Aleksandra Wiśnik OSOT Szczecin                                                               | 3,90      | Paulina Dębska AZS UMCA Lublin                                                                           | 3,80        |
| Pchnięcie kulą                | Agnieszka Dudzińska RLTL ZTE Radom                                                      | 16,94      | Anna Wloka LUKS Podium Kup                                                                    | 16,20     | Aldona Magdalena Żebrowska niestowarzyszona                                                              | 15,93       |
| Rzut dyskiem                  | Żaneta Glanc OŚ AZS Poznań                                                              | 59,13      | Joanna Wiśniewska LKS Polkowice                                                               | 58,95     | Andżelika Przybylska KKL Rodło Kwidzyn                                                                   | 55,07 PB    |
| Rzut młotem                   | Anita Włodarczyk RKS Skra Warszawa                                                      | 76,93 SB   | Joanna Fiodorow OŚ AZS Poznań                                                                 | 63,85     | Magdalena Szewa SL WKS Zawisza Bydgoszcz                                                                 | 60,05       |
| Rzut oszczepem                | Barbara Madejczyk LKS Jantar Ustka                                                      | 57,69 SB   | Magdalena Czenska AZS-AWF Warszawa                                                            | 54,09 SB  | Urszula Jakimowicz SKLA Sopot                                                                            | 53,37       |
| Siedmiobój                    | Agnieszka Borowska LKS Zantyr Sztum                                                     | 5481 pkt.  | Karolina Kędzia KS AZS AWF Wrocław                                                            | 5401 pkt. | Edyta Kulmaczewska UKS Misiaczki Pruszków                                                                | 5182 pkt.   |

## Biegi przełajowe
Rywalizacja w biegach przełajowych odbyła się 10 marca w Bydgoszczy. Zawody były krajową eliminacją do kadry na przełajowe mistrzostwa świata, a dla organizatorów mistrzostw globu próbą generalną przed tymi zawodami.

### Mężczyźni
| Konkurencja             | 1. miejsce                                  | Rezultat | 2. miejsce                                | Rezultat | 3. miejsce                            | Rezultat |
| Bieg przełajowy (4 km)  | Krzysztof Żebrowski UOLKA Ostrów Mazowiecka | 11:16    | Mateusz Demczyszak WKS Śląsk Wrocław      | 11:19    | Tomasz Osmulski RKS Łódź              | 11:27    |
| Bieg przełajowy (12 km) | Błażej Brzeziński WKS Śląsk Wrocław         | 34:41    | Arkadiusz Gardzielewski WKS Śląsk Wrocław | 34:47    | Tomasz Szymkowiak LUKS Orkan Września | 34:55    |

### Kobiety
| Konkurencja            | 1. miejsce                               | Rezultat | 2. miejsce                          | Rezultat | 3. miejsce                                 | Rezultat |
| Bieg przełajowy (4 km) | Angelika Cichocka ULKS Talex Borzytuchom | 13:11    | Sylwia Ejdys WKS Śląsk Wrocław      | 13:16    | Barbara Niewiedział LUKS MGOKSiR Korfantów | 13:20    |
| Bieg przełajowy (8 km) | Katarzyna Kowalska LKS Vectra Włocławek  | 26:15    | Agnieszka Ciołek KS AZS AWF Wrocław | 26:30    | Dominika Napieraj KS AZS AWF Wrocław       | 27:03    |

## Chód na 50 km
Zawody o mistrzostwo Polski mężczyzn w chodzie na 50 kilometrów odbyły się w słowackiej miejscowości Dudince 23 marca w ramach mityngu Dudinská Päťdesiatka.
| Konkurencja   | 1. miejsce                 | Rezultat   | 2. miejsce                 | Rezultat   | 3. miejsce                      | Rezultat |
| Chód na 50 km | Adrian Błocki MKL Szczecin | 3:50:48 PB | Damian Błocki MKL Szczecin | 3:51:32 PB | Rafał Augustyn OTG Sokół Mielec | 3:51:33  |

## Półmaraton
W sezonie 2013 mistrzostwa w biegu półmaratońskim zostaną rozegrane osobno dla kobiet i mężczyzn – panie rywalizowały 24 marca w Warszawie, a półmaraton panów zaplanowano na 8 września w Pile.
| Konkurencja           | 1. miejsce                                         | Rezultat | 2. miejsce                                    | Rezultat   | 3. miejsce                             | Rezultat |
| Mężczyźni (8.09.2013) |                                                    |          |                                               |            |                                        |          |
| Kobiety (24.03.2013)  | Olga Kalendarowa-Ochal LŁKS Prefbet Śniadowo Łomża | 1:14:04  | Dominika Nowakowska LKB im. Braci Petk Lębork | 1:14:06 PB | Agnieszka Gortel-Maciuk TS AKS Chorzów | 1:15:22  |

## Maraton
W sezonie 2013 mistrzostwa w biegu maratońskim zostały rozegrane osobno dla kobiet i mężczyzn – panie rywalizowały 7 kwietnia w Dębnie, a maraton panów odbył się 21 kwietnia w Warszawie.
| Konkurencja            | 1. miejsce                                | Rezultat | 2. miejsce                          | Rezultat | 3. miejsce                         | Rezultat |
| Mężczyźni (21.04.2013) | Arkadiusz Gardzielewski WKS Śląsk Wrocław | 2:13:43  | Błażej Brzeziński WKS Śląsk Wrocław | 2:13:56  | Radosław Dudycz KS Team run Gdańsk | 2:18:23  |
| Kobiety (7.04.2013)    | Agnieszka Gortel-Maciuk TKS AKS Chorzów   | 2:40:03  | Arleta Meloch GKS Olimpia Grudziądz | 2:47:45  | Ewa Kucharska MKS Iskra Pszczyna   | 2:49:20  |

## Bieg na 5 km
2. Otwarte Mistrzostwa Polski w biegu na 5 kilometrów zostały rozegrane 15 czerwca w ramach 7. Biegu Ursynowa.
| Konkurencja | 1. miejsce                                    | Rezultat | 2. miejsce                                       | Rezultat | 3. miejsce                     | Rezultat |
| Mężczyźni   | Arkadiusz Gardzielewski WKS Śląsk Wrocław     | 14:04    | Artur Kozłowski MULKS MOS Sieradz                | 14:13    | Artur Kern MKS Unia Hrubieszów | 14:25    |
| Kobiety     | Dominika Nowakowska LKB im. Braci Petk Lębork | 16:07    | Agnieszka Mierzejewska MKS-MOS Płomień Sosnowiec | 16:35    | Dorota Gruca Agros Zamość      | 16:41    |

## Bieg na 10 000 m
Mistrzostwa Polski w biegu na 10 000 metrów zostały rozegrane 27 lipca w Inowrocławiu.
| Konkurencja | 1. miejsce                                       | Rezultat | 2. miejsce                             | Rezultat | 3. miejsce                                      | Rezultat    |
| Mężczyźni   | Tomasz Szymkowiak LUKS Orkan Września            | 29:32,95 | Artur Kozłowski MULKS MOS Sieradz      | 29:38,06 | Marcin Błaziński WKB Meta Lubliniec             | 29:44,99    |
| Kobiety     | Agnieszka Mierzejewska MKS-MOS Płomień Sosnowiec | 34:14,17 | Iwona Lewandowska LKS Vectra Włocławek | 34:37,63 | Justyna Korytkowska LŁKS Prefbet Śniadowo Łomża | 34:53,41 PB |

## Bieg na 10 km
Mistrzostwa Polski mężczyzn w biegu ulicznym na 10 kilometrów zostały rozegrane 3 sierpnia w Gdańsku. Mistrzostwa kobiet rozegrane zostały 13 października w Płocku.
| Konkurencja | 1. miejsce                                    | Rezultat | 2. miejsce                                       | Rezultat | 3. miejsce                                      | Rezultat |
| Mężczyźni   | Marcin Chabowski STS Pomerania Szczecinek     | 29:19    | Radosław Kłeczek KB Sporting Międzyzdroje        | 29:46    | Arkadiusz Gardzielewski WKS Śląsk Wrocław       | 29:50    |
| Kobiety     | Dominika Nowakowska LKB im. Braci Petk Lębork | 34:06    | Agnieszka Mierzejewska MKS-MOS Płomień Sosnowiec | 34:52    | Justyna Korytkowska LŁKS Prefbet Śniadowo Łomża | 34:58    |

## Bieg 24-godzinny
Mistrzostwa Polski w biegu 24-godzinnym zostały rozegrane 19 i 20 października w Katowicach.
| Konkurencja | 1. miejsce                           | Rezultat   | 2. miejsce                             | Rezultat   | 3. miejsce                      | Rezultat   |
| Mężczyźni   | Andrzej Radzikowski LKS Olymp Błonie | 250,716 km | Sławomir Rzechuła Sprint Bielsko-Biała | 221,220 km | Paweł Szynal LKS Olymp Błonie   | 204,014 km |
| Kobiety     | Aleksandra Niwińska AZS-AWF Katowice | 216,304 km | Patrycja Bereznowska AZS-AWF Katowice  | 204,014 km | Dorota Szeszko AZS-AWF Katowice | 199,378 km |